# Christian Poll
Christian Poll (født 22. februar 1965) er en dansk tidligere politiker, han blev valgt ind i Folketinget for Alternativet i Nordsjællands Storkreds ved folketingsvalget i 2015 med 1.622 personlige stemmer. Hans sidste dag i Folketinget var den 5. juni 2019.
Christian Poll bor i Birkerød i Nordsjælland, er gift og har to børn fra hhv. 1998 og 2001. Han har gået på Ulrikkenborgskolen (1971-1980), er student fra Lyngby Statsskole i 1983 og uddannet civilingeniør fra DTU i Lyngby (1985-1991). Han har siden arbejdet hos Laborantskolen i Hovedstadsområdet (1992-1993), COWI (1993-1998), Miljøstyrelsen (1998-2002), DTU (Instituttet for Produktudvikling) (2002-2005) og Danmarks Naturfredningsforening (2005-2015). 
Han blev valgt som spidskandidat for Alternativet i 2014, tildelt Nordsjællands Storkreds og var i løbet af sine fire år i Folketinget ordfører for natur, miljø, klima, energi, forsyning, fødevarer, landbrug, dyrevelfærd, byggeri og bygninger, transport, fiskeri, finans og økonomi samt medlem af Nordisk Råd. Han var medlem af Miljø- og fødevareudvalget, Energi-, forsynings- og klimaudvalget, Europaudvalget i hele perioden fra 2015-2019 og i kortere perioder desuden medlem af Transportudvalget, Erhvervsudvalget og Finansudvalget i Folketinget.